# دون كروفت
دون كروفت (بالإنجليزية: Don Croft)‏ هو لاعب كرة قدم أمريكية أمريكي، ولد في 1949 في كانساس سيتي في الولايات المتحدة.